# 釘原直樹
釘原 直樹（くぎはら なおき、1952年9月 - ）は、日本の社会心理学者。大阪大学人間科学研究科教授。博士（教育心理学）。

## 来歴
- 1975年3月 熊本大学 教育学部卒業、教育学士
- 1982年3月 九州大学 教育学研究科  単位取得満期退学
- 1982年4月 大阪大学 人間科学部　教務職員
- 1985年3月 大阪大学 人間科学部  助手
- 1985年4月 九州工業大学 工学部 講師
- 1988年8月 九州工業大学 工学部 助教授
- 1989年3月 University of Michigan, Visiting Scholar
- 1998年4月 九州工業大学 工学部 教授
- 2003年4月 大阪大学 人間科学研究科 教授

## 著書
- 『パニック実験――危機事態の社会心理学』（ナカニシヤ出版、1995年）
- 『グループ・ダイナミックス 集団と群集の心理学』（有斐閣、2011年）
- 『スケープゴーティング――誰が，なぜ「やり玉」に挙げられるのか』（2014年、有斐閣）
- 『人はなぜ集団になると怠けるのか』（岩波新書、2013年）
- 『腐ったリンゴをどうするか？――手抜きを防ぐ方策はある』（三五館、2015年）
- 『あなたの部下は、なぜ「やる気」のあるふりをするのか――組織のための「手抜き」のトリセツ』（ポプラ社、2017年）
- 『集団はなぜ残酷にまた慈悲深くなるのか――理不尽な服従と自発的人助けの心理学』（岩波新書、2025年）

### 共著
- 『危機管理マニュアル――どう伝え合う クライシスコミュニケーション』（イマジン出版、2009年）吉川肇子ほかとの共著

### 監訳
- 『テロリズムを理解する――社会心理学からのアプローチ』（ナカニシヤ出版、2008年）